# Lezcovití
Lezcovití (Oxudercinae, Periophthalmini) je skupina (podčeleď nebo tribus) zvláštních ryb z čeledi hlaváčovití (Gobiidae). Její zástupci jsou obecně nazývání lezci.

## Popis
Lezec může žít mimo vodu dlouhou dobu, jelikož si udržuje v žaberních dutinách vlhkost. Žije v pobřežních bažinách a za odlivu lze pozorovat na obnaženém bahnu, jak se po něm čiperně pohybuje za pomoci dobře vyvinutých prsních ploutví. Díky zvláštní kůži jen velmi těžko vysychá a může setrvat dlouhou dobu na souši, respektive v bahnitých loužích, kde také sbírá potravu, různé červy a hmyz.

## Zástupci
- Apocryptes
- Apocryptodon
- Boleophthalmus – např. lezec Boddartův (Boleophthalmus boddarti)
- Oxuderces
- Parapocryptes
- Periophthalmodon
- Periophthalmus – např. lezec obojživelný (Periophthalmus barbarus)
- Pseudapocryptes
- Scartelaos
- Zappa – např. Zappa confluentus